# 宫鸣
宫鸣（1962年7月—），安徽太和人，汉族，中国共产党党员。中华人民共和国政治人物、第十三届全国人民代表大会天津地区代表。

## 生平
2018年1月，任天津市人民检察院党组书记、检察长。2022年2月，任最高人民检察院检察委员会副部级专职委员。
2018年2月24日，当选为第十三届全国人大代表。